# Euphaedra katangensis
Euphaedra katangensis är en fjärilsart som beskrevs av Talbot 1927. Euphaedra katangensis ingår i släktet Euphaedra och familjen praktfjärilar. Inga underarter finns listade i Catalogue of Life.